# How to Ruin Christmas
How to Ruin Christmas est une série télévisée de Noël de comédie romantique sud-africaine en trois saisons, produite et diffusée à partir du 16 décembre 2020 sur Netflix.

## Synopsis
Tumi revient à Johannesbourg pour le mariage de sa sœur Beauty avec son fiancé Sbu, le fils d'un ministre. Elle retrouve son ami Khaya, qui est amoureux d'elle. La pression sociale autour du mariage rend les deux familles nerveuses, mais l'égoïsme et l'inconséquence de Tumi va encore empirer la situation.

## Distribution
- Busi Lurayi : Tumi Sello
- Thando Thabethe : Beauty Sello, la sœur de Tumi
- Yonda Thomas : Khaya Manqele, l'ami de Tumi
- Nambitha Ben-Mazwi : Refiloe, une cousine de Tumi et Beauty
- Clementine Mosimane : Dineo Sello, la mère de Tumi et Beauty
- Sandile Mahlangu : Sbu Twala, le fiancé de Beauty
- Motlatsi Mafatshe : Themba Twala, le frère de Sbu
- Lehlohonolo Saint Seseli : Vusi Twala, le père de Sbu et Themba
- Charmaine Mtinta : Valencia Twala, la mère de Sbu et Themba
- Swankie Mafoko : Lydia Twala
- Lethabo Bereng : Bokang, le cousin de Tumi et Beauty
- Desmond Dube : Shadrack, le frère de Dineo, l'oncle de Tumi et Beauty
- Rami Chuene : tante Grace
- Keketso Semoko : tante Moipone
- Nandi Nyembe : Gogo Twala, la mère de Vusi
- Dippy Padi : Thando
- Trevor Gumbi : Siya Twala
- Kagiso Rathebe : Terrence, le compagnon de Bokang
- Tsumi Nkosi : Lulu
- Lindokuhle Modi : Nimrod

## Production

### Attribution des rôles
L'actrice Busi Lurayi, qui jouait le rôle principal de Tumi, meurt le 10 juillet 2022.

### Tournage
La première saison est tournée du 17 août au 14 septembre 2020 à l'hôtel Four Seasons de Johannesbourg.
La deuxième saison est tournée à KwaZulu-Natal.

### Fiche technique
- Titre : How to Ruin Christmas
- Création : Katleho Ramaphakela et Rethabile Ramaphakela
- Scénario : Lwazi Mvusi, Sunni Faba et Salah Sabiti
- Réalisation : Johnny Barbuzano
- Production :
- Langues : anglais, tswana, xhosa, zoulou

## Saison 1: le Mariage
La première saison est diffusée à partir du 16 décembre 2020 sur Netflix.
1. Ce n'est pas ce que vous croyez
2. Je m'en charge
3. On peut jamais souffler ?

## Saison 2: l'Enterrement
La deuxième saison est diffusée à partir du 10 décembre 2021 sur Netflix.
1. Et c'est reparti
2. Je suis désolée
3. Où est Tumi ?
4. Happy End

## Saison 3: The Baby Shower
La troisième saison est diffusée à partir du 9 décembre 2022 sur Netflix.
1. Il n'y a pas de fumée…
2. Le Feu aux poudres
3. Cessez-le-feu

## Réception critique
News24 fait l'éloge de la première saison.